# Антисфен с Родоса
Антисфе́н с Ро́доса (др.-греч. Ἀντισθένης; ок. 200 г. до н. э.) — древнегреческий историк и философ перипатетической школы.
Принимал активное участие в политике и написал историю своего времени, которая, по словам Полибия, всё же была небеспристрастной историей его родины острова Родоса. Он написал рассказ о битве при Ладе и, согласно Полибию, был современником описываемых событий.
По-видимому, Антисфен написал «Преемства», на которые часто ссылается Диоген Лаэртский. Вероятно, он философ-перипатетик, цитируемый Флегоном из Тралл.
Плутарх упоминает Антисфена, автора сочинения Meleagris, выдержки из третьей книги которого он приводит; Плиний говорит об Антисфене, писавшем о пирамидах.